# Индрапрастха
Индрапрастха, Индра-прастха (санскр. इन्‍द्रप्रस्‍थ, IAST: in‍drapras‍tha = «плоскогорье Индры»; от «прастха» = «равнина»), также Шакра-прастха (санскрит. Çakra-prastha; çakra = «могучий», «сильный»), — древнеиндийский город, часто упоминаемый в индийском эпосе «Махабхарата»; столица царства Пандавов . Относится к эпохе борьбы двух родов — Куру (Кауравов) и Панду (Пандавов), — главном сюжете Махабхараты. Располагался на берегу Джамны (древн. Ямуна), притока Ганга, и близко к нынешней столице Дели; его развалины — между Дели и Кутубом.

## Устройство города
В Махабхарате есть небольшой отрывок (книга 1 глава 209), описывающий, как Пандавы строили этот город на берегах Ямуны.
После того, как Пандавы обрели мощь, вступив в союз с царем Панчалы Друпадой, получив в жены его дочь Драупади, царь Хастинапура Дхритараштра попросил их посетить его дворец. Обращаясь к Юдхиштхире, Дхритараштра сказал: «О сын Кунти, вместе со своими братьями послушай, что я тебе скажу. Чтобы у вас больше не возникало разногласий (между вами и моими сыновьями), отправляйтесь в Кхандавапрастху. Если у вас будет собственное жилье, то никто не сможет вам навредить. Защищенные Партхой (Арджуной), живите в Кхандавапрастхе, взяв половину царства».
Согласные с Дхритараштрой, Пандавы отправились из Хастинапура. Та часть царства, которую они получили, была необработанной пустыней. Прибыв туда, Пандавы во главе с Кришной украсили это место и сделали из него второй рай. С помощью Кришны Двайпаяны могучие колесничие выбрали святое и благоприятное место, проводя при этом специальные обряды и отмерив необходимую площадь для города. Окруженный рвом, широким, словно море, белыми, как облака или лунные лучи, стенами, достигающими небес, этот лучший из городов сиял словно Бхогавати (столица Нагов). Он был украшен великолепными дворцами и множеством ворот, на каждом из которых было по паре флагов, символизирующих раскрытые крылья Гаруды. Также он был защищен похожими на облака воротами, высокими, как гора Мандара, которые были хорошо снаряжены различными орудиями, а стрелы врагов не могли нанести им никакого вреда. Эти стены были полностью защищены. Вдоль них стояли орудийные башни с тренированными воинами внутри, а также воины стояли по всей длине стен. Также там были тысячи острых кольев и Сатагних (орудие, уничтожающие по сотне воинов) и множество других орудий. Ещё на них были навешаны большие железные колеса. Так был украшен лучший из городов. Улицы были широки и прекрасно выложены, и никто не боялся, что из-за них случится авария. Украшенный множеством прекрасных дворцов, город стал подобен Амаравати и получил название Индрапрастха (тот, что похож на город Индры). В прекрасной и благоприятной части города был возведён дворец Пандавов, внутри которого были все виды богатств и который был похож на небесный дворец самого хранителя сокровищ, Куберы. Он был похож на скопление облаков, освещенных молнией.
Когда город был построен, туда отправились многочисленные брахманы, глубоко изучившие все Веды и владеющие всеми языками, желая поселиться там. Также со всех сторон туда стали приходить множество торговцев в надежде обогатиться. И многие люди, хорошо владеющие различными искусствами, прибывали туда, чтобы начать там жить. Вокруг города раскинулись прекрасные сады с деревьями, на которых росли и фрукты и цветы. Там были амры (манговые деревья), амаратаки, кадамвы, ашоки, чампаки, пуннаги, наги, лакучи, панаси, салы, талы (пальмы), тамалы, вакулы, благоухающие кетаки; прекрасные цветочные амалаки с ветвями, сгибающимися под грузом плодов, лодхри, анколи, джамву (черная смородина), паталы, кунджаки, атимукты, каравиры, париджаты и многие другие виды деревьев, всегда украшенные цветами и плодами, и на которых сидят множество птиц. В этих зеленых рощах всегда звучат голоса павлинов и колик (дроздов). Там было множество прекрасных беседок, очаровательных холмиков, озёр, до краев наполненных кристально чистой водой, восхитительных прудов, на которых благоухали лотосы, лилии и плавали лебеди, утки и чакраваки (браминские утки). Ещё там были прекрасные водоемы, поросшие красивыми водяными растениями. Пандавы становились радостнее день ото дня, от того, что их большое царство стало заселено благочестивыми людьми.
Так, вследствие благочестивого поведения Бхишмы и царя Дхритараштры по отношению к Пандавам, они поселились в Кхандавапрастхе. Этот лучший из городов, в котором жили пять могучих воинов, неотличных от самого Индры, выглядел подобно Бхогавати, столице царства нагов.

## Как избавлялись от леса
В Махабхарате также есть отрывок, описующий, как Кришна и Арджуна сожгли лес Кхандава (книга 1 глава 229): Арджуна покрыл лес бесчисленными стрелами, как будто это был густой туман. Когда Арджуна покрыл небо над лесом своими стрелами, ни одно живое существо не могло выбраться оттуда. Так случилось, что во время пожара, Такшаки, главного среди нагов, не оказалось в лесу, так как в то время он отправился на Курукшетру. Но Ашвасена, его могучий сын, был там. Он приложил все усилия, чтобы выбраться из огня; но так как он был заперт  стрелами Арджуны, у него ничего не вышло.
Жителями того леса были наги, асуры и ракшасы. Они оказали Арджуне яростное сопротивление, используя сверхъестественные способности. Железные шары и пули, катапульты для метания огромных глыб и ракет, — так они пытались сломить Кришну и Арджуну, а когда они были  в ярости, их энергия и сила только увеличивались. Хотя они и использовали множество различных орудий, Арджуна все равно срезал им всем головы своими острыми стрелами.
Некоторые из них переселились, а другие были убиты Арджуной. Из-за этого некоторые из них, например, змей Такшака, стали великими врагами Куру, в результате чего был убит царь Куру, Парикшит, который был внуком Арджуны, а впоследствии его сын, Джанамеджая, частично истребил расу нагов. А некоторые, например асура Майя, стали союзниками Пандавов. Майя, в благодарность за то, что Арджуна не убил его, на месте сгоревшего леса построил роскошный сабха (дворец) для царя Юдхиштхиры.
Следующий отрывок из Махабхараты повествует  о том, как асура архитектор Майя соорудил удивительный дворец на месте сгоревшего леса (книга 2 глава 1).
Майя Данава все время говорил Арджуне: «О сын Кунти, ты спас меня. Теперь я хочу послужить тебе». Арджуна сказал: «О великий асура, ты уже все сделал (просто предложив себя). Будь же благословен. Иди же куда пожелаешь. Будь ко мне добр и благожелателен, так же как мы к тебе!» Когда Майя стал настаивать, Кришна сказал ему : «О сын Дити, искуснейший среди всех архитекторов, желая послужить Юдхиштхире, построй же для него прекрасный дворец. Ведь кроме тебя, ни один из людей, живущих в этом мире, не сможет построить нечто подобное, даже если тщательно изучит его изнутри. И, о Майя, построй такой дворец, который сочетал бы в себе архитектурные стили богов, асуров и людей.»
Затем Кришна и Партха (Арджуна), рассказав все праведному царю Юдхиштхире, познакомили его с Майей. Юдхиштхира принял его, оказав почтение, которое тот заслуживает. И Майя очень высоко оценил его. Затем этот великий сын Дити поведал сыновьям Панду историю о данаве Вриша-парве, а потом лучший из архитекторов, немного отдохнув, начал составлять план для постройки дворца для прославленных сыновей Панду. Проводя в благоприятный день специальные подготовительные обряду и удовлетворяя тысячи ученых брахманов, поднося им подслащенное молоко, рис и разнообразные богатые подарки, был отмерен кусок земли в 5 тысяч квадратных локтей. На нём открывался потрясающей своей красотой вид, и он вполне подходил для постройки на нём здания, устойчивого к любой погоде.
Затем Майя Данава обратился к Арджуне: «С твоего позволения я на время покину тебя, но вскоре вернусь. К северу от горы Кайлаша, недалеко от гор Майнака, пока Данавы проводили жертвоприношение на берегах озера Винду, я собрал в одно место огромное количество восхитительных и разноцветных драгоценных камней и самоцветов. Если они все ещё там, то, о Бхарата, я вернусь вместе с ними. Тогда я начну строить прекрасный дворец Пандавов, который будет украшен всеми видами драгоценностей.»
Майя принес все эти материалы и построил дворец. Он занимал территорию в пять тысяч квадратных локтей, а колонны его были сооружены из чистого золота. Дворец был настолько прекрасен, что казалось, будто сиял он как Агни, Сурья или Сома, а блеск его затмевал даже яркие солнечные лучи. Сияя и небесным, и земным светом, казалось, что он стоял во огне. Он высоко возвышался в небеса, так что каждый мог видеть. Дворец, который построил умелый Майя, был очень широк, удивителен и прекрасен, сооружен из превосходных материалов, украшен золотыми арками, стенами и разнообразными картинами. И восемь тысяч свирепых ракшасов с огромными телами, названных Кинкараши, наделенные великой силой, глаза которых были красны, а серьги остры, хорошо вооруженные и способные перемещаться по воздуху, были поставлены на охрану дворца. Внутри него Майя поместил несравненный пруд, по которому плавали лотосы с лепестками из темноцветных драгоценных камней, а стебельки из ярких, у других же цветов лепестки были золотыми. В недрах его играли птицы различных видов. Сам он был полон распустившихся лотосов, стаек рыб и черепах золотого оттенка, дно его было без грязи, а вода кристально чиста. От берегов до края воды стояла хрустальная лестница. Нежный ветерок слегка покачивал цветы. Берега пруда были выложены роскошной мраморной плиткой с жемчугом. И увидев его, пышно украшенного драгоценными камнями, многие цари. приходившие туда, принимали его за пол и проваливались в него. Вокруг дворца было посажено множество высоких деревьев разных видов. Приятно было смотреть на их зелёную листву и цветы. Повсюду были раскинуты искусственные деревья, всегда источающие прекрасный аромат. На территории было ещё множество прудов, по которым плавали лебеди, карандавы и чакраваки. Ветерок разносил аромат лотосов, растущих в воде, таким образом доставляя Пандавам счастье и удовольствие.

## Первый день в роскошном дворце Индрапрастхи
(Махабхарата, книга 2,  глава 4) Затем "главный из людей", царь Юдхиштхира, вошел в прекрасный дворец-сабха. Он сел вместе с Пандавами, риши (мудрецами) и царями, что пришли из разных стран, а именно, Аситой и Девалой, Сатьей, Сарпамали и Махаширой, Арвавасу, Сумитрой, Майтреей, Шунакой и Вали, Вака, Далвья, Стхулаширой, Кришной Двайпаяной Вьясой и Шукой Шумантой, Джаймини, Пайла и другими учениками Вьясы. Титтири, Яджанавалкья и Ломахаршана с его сыном; Апшухомья, Дхаумья, Анимандавья и Каушика, Дамошниша и Траивали, Парнада и Вараянука, Маунджаяна, Ваюбхакша, Парашарья и Шарика, Валивака, Шиливака, Сатьяпала и Крита-Шрама, Джатукарна и Шикхават. Аламва и Приджатака; благородным Парватой и великим муни Маркандеей; Павитрапани, Шаварна, Бхалуки и Галава. Джанхабандху, Раибхья, Копавега и Бхригу, Харивабхру, Каундинья, Вабхрумали и Санатана, Какшиватом и Ашиджой, Начикетасом и Аушиджой и Гаутамой.
Великие аскеты Пинга, Вараха, Шунака и Сандилья, Куккура, Венуджангха, Кальпа и Катха — все эти, а также многие другие, добродетельные и ученые муни, держащие под контролем свои ум и чувства, хорошо изучившие Веды и веданги, соблюдающие правила морали и чистоты, и безупречные в поведении, ожидали прославленного Юдхиштхиру, а потом доставили ему удовольствие, проведя свои священные разговоры. А также туда прибыли множество главных кшатриев, таких как знаменитый и добродетельный Муджаккету, Виварддхана, Санграмджит, Дурмукха, могучий Уграсена, Какшасена, Кшемака непобедимый, Каматха, царь Камбоджи, могучий Кампана, Джатасура и многие другие. Все они, наделенный великой силой, прекрасно вооруженные и богатые, ждали Юдхиштхиру. Также там собралось ещё очень много людей различных укладов и занятий, и все они с нетерпением ждали появления Юдхиштхиры.

## Последствия
После того, как Пандавы были изгнаны Кауравами в лес, Индрапрастха попала в руки Дурьодханы. Позже, когда Пандавы одолели Кауравов во время битвы на Курукшетре, царь Юдхиштхира снова взошел на трон Хастинапура, а его брат Арджуна остался в Индрапрастхе вместе с Кришной, его другом и учителем, и стал следить за границами царства. Когда Пандавы отреклись от царства, чтобы поселиться в лесу для совершения аскез, внук Арджуны Парикшит стал править Хастинапуром, а Юютсу, сын царя Дхритараштры — Индрапрастхой. Ваджру, внука Кришны, называют правителем Ядавов. После разрушения Двараки он вместе со всем свои родом поселяется в Индрапрастхе. Упоминается в Махабхарате, что сын Махараджа Парикшита, царь Джанамеджая управлял своим царством из столицы царства - Хастинапура.